# Ceratopsyche klimai
Ceratopsyche klimai är en nattsländeart som först beskrevs av Wolfram Mey 1999.  Ceratopsyche klimai ingår i släktet Ceratopsyche och familjen ryssjenattsländor. Inga underarter finns listade i Catalogue of Life.